# Бык Фаларида

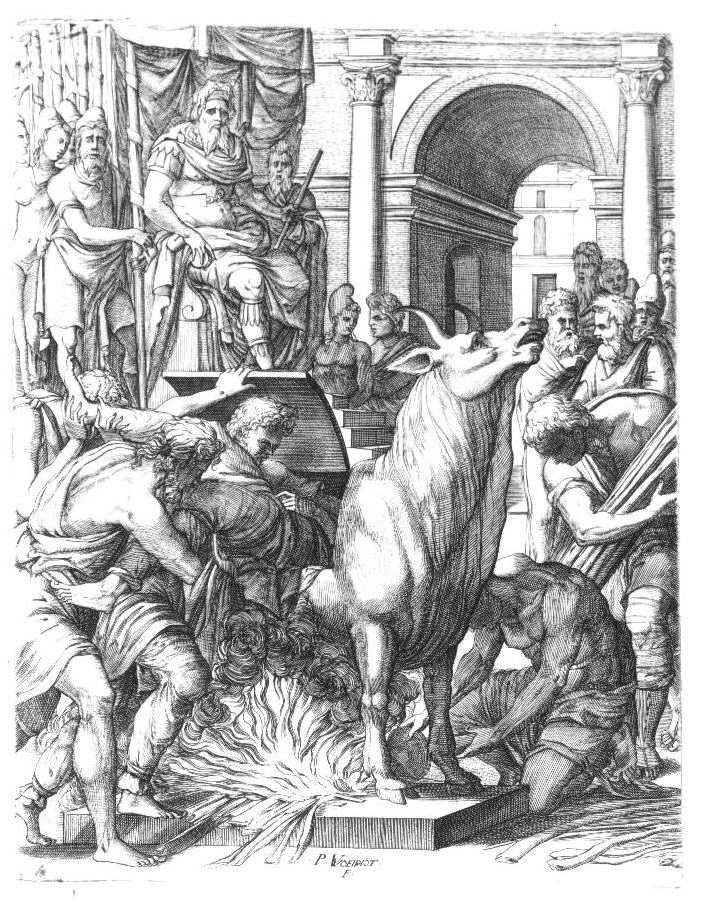

 Медный бык (также бык Фаларида) — древнее орудие казни, применявшееся Фаларисом, тираном Акраганта, во второй половине VI века до н. э.
Орудие убийства представляло собой полое медное изваяние быка, выполненное в натуральную величину, с дверцей на спине между лопаток (по другой версии — в боку). Внутрь быка сажали казнимого, закрывали, а затем поджигали (разводили костёр под брюхом статуи). Согласно дошедшим описаниям, конструкция была перфорирована в области ноздрей, откуда исходил дым, а акустическое внутреннее устройство изваяния позволяло слышать стоны жертв, которые походили на рёв быка.
Создателем быка считается афинский медник Перилай (или Перилл), он же, по приказу Фалариса, стал первой жертвой медного быка. 
Сам Фаларис, согласно легенде, переданной Пиндаром и Диодором Сицилийским, после свержения вследствие восстания был казнён посредством сожжения в подобном медном быке. 
В 262 году до н. э., во время Первой пунической войны, Акрагант был осаждён римлянами и медный бык вывезен был воинами Ганнибала Гискона в Карфаген. Захватив последний в 146 году до н. э., Сципион Африканский, как рассказывает Диодор, пригласил сицилийских послов для раздела добычи, дозволив им вернуть своего быка на родину.
Позже Византийская империя унаследовала данный способ сожжения, помещая приговорённых к смерти в пустые медные цистерны и разжигая огонь снаружи.

## В кино
- Исторический фильм «Русь изначальная» — реж. Геннадий Васильев (СССР, 1985).
- Исторический фильм «Тарас Бульба» — реж. Владимир Бортко (Россия; Украина; Польша, 2009).
- Фильм в жанре фэнтези «Война богов: Бессмертные» — реж. Тарсем Сингх (США, 2011).